# Eden Sela
Eden Sela (hebräisch עדן סלע; * 20. September 2004) ist ein israelischer Leichtathlet, der im Sprint sowie im Weitsprung an den Start geht.

## Sportliche Laufbahn
Erste Erfahrungen bei internationalen Meisterschaften sammelte Eden Sela im Jahr 2021, als er bei den U20-Europameisterschaften in Tallinn mit der israelischen 4-mal-100-Meter-Staffel in 41,18 s den siebten Platz belegte. Anschließend gewann er bei den U18-Balkan-Meisterschaften in Kraljevo mit 7,33 m die Silbermedaille im Weitsprung sowie in 42,45 s auch im Staffelbewerb. Im Jahr darauf belegte er bei den U20-Balkan-Hallenmeisterschaften in Belgrad mit 7,14 m den siebten Platz im Weitsprung und gewann in 6,82 s die Silbermedaille im 60-Meter-Lauf. 2023 wurde er bei der 3. Liga der Team-Europameisterschaft im Rahmen der Europaspiele in Chorzów mit 39,99 s Zweiter im Staffelbewerb hinter dem irischen Team, ehe er bei den Balkan-Meisterschaften in Kraljevo mit 40,35 s den fünften Platz belegte. Anschließend schied er bei den U20-Europameisterschaften in Jerusalem mit 10,64 s im Halbfinale im 100-Meter-Lauf aus und verpasste im Weitsprung mit 7,46 m den Finaleinzug. Zudem schied er mit der Staffel mit 40,87 s im Vorlauf aus. 2025 schied er bei den U23-Europameisterschaften in Bergen mit 7,41 m in der Weitsprungqualifikation aus, ehe er bei den Balkan-Meisterschaften in Volos mit 7,34 m den achten Platz belegte. 
2025 wurde Sela israelischer Meister im Weitsprung.

## Persönliche Bestleistungen
- 100 Meter: 10,48 s (+1,3 m/s), 30. Juli 2023 in Jerusalem
- Weitsprung: 7,71 m (+0,5 m/s), 2. Juli 2025 in Jerusalem